# ATP Tour World Championships 1994 - Singolare
Il singolare del torneo di tennis ATP Tour World Championships 1994, facente parte dell'ATP Tour, ha avuto come vincitore Pete Sampras che ha battuto in finale 4–6, 6–3, 7–5, 6–4 Boris Becker.

## Teste di serie
1. Pete Sampras (campione)
2. Andre Agassi (semifinali)
3. Sergi Bruguera (semifinali)
4. Goran Ivanišević (round robin)

1. Boris Becker (finale)
2. Michael Chang (round robin)
3. Alberto Berasategui (round robin)
4. Stefan Edberg (round robin)

## Tabellone

### Legenda
| - Q = Qualificato - WC = Wild card - LL = Lucky loser | - ALT = Alternate - SE = Special Exempt - PR = Protected Ranking | - w/o = Walkover - r = Ritirato - d = Squalificato |

### Finali
|  | Semifinali | Semifinali     | Semifinali     | Semifinali     | Semifinali | Semifinali | Semifinali |  |  | Finale | Finale       | Finale       | Finale | Finale | Finale | Finale |  |
|  |            |                |                |                |            |            |            |  |  |        |              |              |        |        |        |        |  |
|  | 5          | Boris Becker   | Boris Becker   | Boris Becker   | 65         | 6          | 6          |  |  |        |              |              |        |        |        |        |  |
|  | 3          | Sergi Bruguera | Sergi Bruguera | Sergi Bruguera | 7          | 4          | 1          |  |  | 5      | Boris Becker | Boris Becker | 6      | 3      | 5      | 4      |  |
|  | 2          | Andre Agassi   | Andre Agassi   | Andre Agassi   | 6          | 65         | 3          |  |  | 1      | Pete Sampras | Pete Sampras | 4      | 6      | 7      | 6      |  |
|  | 1          | Pete Sampras   | Pete Sampras   | Pete Sampras   | 4          | 7          | 6          |  |  |        |              |              |        |        |        |        |  |

### Gruppo bianco
|   |                  | Sampras          | Ivanišević       | Becker           | Edberg           | RR W–L | Set W–L | Game W–L | Standings |
| 1 | Pete Sampras     |                  | 6–3, 6–4         | 5–7, 5–7         | 4–6, 6–3, 7–6(3) | 2–1    | 4–3     | 39–36    | 2         |
| 4 | Goran Ivanišević | 3–6, 4–6         |                  | 3–6, 6–3, 6(5)–7 | 3–6, 4–6         | 0–3    | 1–6     | 29–40    | 4         |
| 5 | Boris Becker     | 7–5, 7–5         | 6–3, 3–6, 7–6(5) |                  | 6(3)–7, 6–4, 7–5 | 3–0    | 6–2     | 49–41    | 1         |
| 8 | Stefan Edberg    | 6–4, 3–6, 6(3)–7 | 6–3, 6–4         | 7–6(3), 4–6, 5–7 |                  | 1–2    | 4–4     | 43–43    | 3         |

La classifica viene stilata in base ai seguenti criteri: 1) Numero di vittorie; 2) Numero di partite giocate; 3) Scontri diretti (in caso di due giocatori pari merito ); 4) Percentuale di set vinti o di games vinti (in caso di tre giocatori pari merito ); 5) Decisione della commissione.

### Gruppo rosso
|   |                     | Agassi        | Bruguera      | Chang       | Berasategui | RR W–L | Set W–L | Game W–L | Standings |
| 2 | Andre Agassi        |               | 6–4, 1–6, 6–3 | 6–4, 6–4    | 6–2, 6–0    | 3–0    | 6–1     | 37–23    | 1         |
| 3 | Sergi Bruguera      | 4–6, 6–1, 3–6 |               | 7–6(1), 7–5 | 6–3, 6–2    | 2–1    | 5–2     | 39–29    | 2         |
| 6 | Michael Chang       | 4–6, 4–6      | 6(1)–7, 5–7   |             | 6–1, 6–0    | 1–2    | 2–4     | 31–27    | 3         |
| 7 | Alberto Berasategui | 2–6, 0–6      | 3–6, 2–6      | 1–6, 0–6    |             | 0–3    | 0–6     | 8–36     | 4         |

La classifica viene stilata in base ai seguenti criteri: 1) Numero di vittorie; 2) Numero di partite giocate; 3) Scontri diretti (in caso di due giocatori pari merito ); 4) Percentuale di set vinti o di games vinti (in caso di tre giocatori pari merito ); 5) Decisione della commissione.